# Cho Youn-jeong
Cho Youn-jeong (hangŭl: 조윤정) (29 settembre 1969) è un'arciera sudcoreana, vincitrice della medaglia d'oro nella gara a squadre e nella gara individuale di tiro con l'arco alle Olimpiadi del 1992.

## Carriera
Nel 1992 Yun Young-Sook partecipò ai Giochi della XXV Olimpiade, a Barcellona. Nel ranking round della gara individuale femminile stabilì il record mondiale, segnando 338 punti da una distanza di 70 metri, e il record olimpico segnando 345 punti da una distanza di 60 metri. Il punteggio totale combinato di Cho e delle sue compagne di squadra di fu 4094 punti, il nuovo record olimpico per la competizione a squadre femminile.
Nella finale dell'individuale del 2 agosto Cho sconfisse Kim Soo-nyung, la campionessa olimpica in carica e sua compagna di squadra, battendola di sette punti e conquistando la medaglia d'oro.
Due giorni dopo ottenne la sua seconda medaglia d'oro nella gara a squadre femminile, battendo la Cina in finale.

## Palmarès
| Anno | Manifestazione             | Sede       | Evento           |     |
| ---- | -------------------------- | ---------- | ---------------- | --- |
| 1992 | Giochi della XXV Olimpiade | Barcellona | Gara individuale | Oro |
| 1992 | Giochi della XXV Olimpiade | Barcellona | Gara a squadre   | Oro |